# Countdown to Extinction
Countdown to Extinction (с англ. — «Отсчёт до вымирания») — пятый студийный альбом американской хэви/трэш-метал-группы Megadeth, выпущенный в 1992 году. Альбом стал самым коммерчески успешным в истории группы, разойдясь в США тиражом в два миллиона копий и получив дважды платиновый статус. Наиболее известные хиты Megadeth вышли в виде синглов с этой пластинки: «Symphony of Destruction», «Sweating Bullets», «Skin o' My Teeth» и «Foreclosure of a Dream». Countdown to Extinction номинировался на Грэмми в 1993 году в номинации «Лучшее метал исполнение» («Best Metal Performance»). Альбом получил двойную платину по итогам продаж в США, тройную платину в Канаде и золото в Австралии и Аргентине, являясь, таким образом, самым продаваемым альбомом группы.

## Производство
Альбом стал второй работой «классического» состава Megadeth: Дэйв Мастейн (вокал, гитара), Дэвид Эллефсон (бас-гитара), Марти Фридмен (гитара) и Ник Менца (ударные). Продюсерами выступили сам Мастейн и Макс Норман. Идея названия альбома принадлежит Нику Менце. На обложке релиза — старик, снимавшийся в видеоклипе Metallica «The Unforgiven» (так Мастейн пытался досаждать своим бывшим коллегам, всячески намекая на что-либо связанное с ними).
Группа изменила стиль звучания, уйдя в сторону традиционного хэви-метала, что сильно отличает этот альбом от предыдущих релизов Megadeth. В результате Countdown to Extinction оказался одним из самых коммерчески успешных альбомов в дискографии группы.

## Тематика лирики
Как и в предыдущем альбоме, Rust in Peace, многие песни в Countdown to Extinction посвящены политической и военной тематике. Например, «Symphony of Destruction» повествует о военных диктаторах, «Architecture of Aggression» концентрирует внимание на военно-промышленном комплексе, а песня «Ashes in Your Mouth» рассказывает о негативных последствиях боевых действий. Композиция «Captive Honour» посвящена тюремным заключённым, а в «Foreclosure of a Dream» поётся о взлётах и падениях политических и экономических идеологий.

## Список композиций
| №   | Название                     | Текст песни                  | Музыка                            | Длительность |
| --- | ---------------------------- | ---------------------------- | --------------------------------- | ------------ |
| 1.  | «Skin o' My Teeth»           | Дэйв Мастейн                 | Мастейн                           | 3:14         |
| 2.  | «Symphony of Destruction»    | Мастейн                      | Мастейн                           | 4:05         |
| 3.  | «Architecture of Aggression» | Мастейн                      | Мастейн, Дэвид Эллефсон           | 3:38         |
| 4.  | «Foreclosure of a Dream»     | Мастейн, Эллефсон            | Мастейн                           | 4:21         |
| 5.  | «Sweating Bullets»           | Мастейн                      | Мастейн                           | 5:27         |
| 6.  | «This Was My Life»           | Мастейн                      | Мастейн                           | 3:43         |
| 7.  | «Countdown to Extinction»    | Мастейн, Эллефсон, Ник Менца | Мастейн, Марти Фридмен            | 4:17         |
| 8.  | «High Speed Dirt»            | Мастейн, Эллефсон            | Мастейн                           | 4:21         |
| 9.  | «Psychotron»                 | Мастейн                      | Мастейн                           | 4:41         |
| 10. | «Captive Honour»             | Мастейн, Эллефсон            | Фридмен, Менца                    | 4:14         |
| 11. | «Ashes in Your Mouth»        | Мастейн                      | Мастейн, Фридмен, Эллефсон, Менца | 6:10         |

### Бонус-треки 2004 года
| №   | Название                         | Текст песни              | Музыка           | Длительность |
| --- | -------------------------------- | ------------------------ | ---------------- | ------------ |
| 12. | «Crown of Worms»                 | Мастейн, Шон Харрис      | Мастейн          | 3:17         |
| 13. | «Countdown to Extinction» (demo) | Мастейн, Эллефсон, Менца | Мастейн, Фридмен | 3:55         |
| 14. | «Symphony of Destruction» (demo) | Мастейн                  | Мастейн          | 5:29         |
| 15. | «Psychotron» (demo)              | Мастейн                  | Мастейн          | 5:28         |

## Позиции в чартах

### Альбом
| Чарт (1992)                 | Высшая позиция |
| --------------------------- | -------------- |
| Australian Albums Chart     | 14             |
| Austrian Albums Chart       | 12             |
| Canadian Albums Chart       | 25             |
| Dutch Albums Chart          | 45             |
| German Albums Chart         | 15             |
| Japanese Albums Chart       | 6              |
| New Zealand Albums Chart    | 5              |
| Norwegian Albums Chart      | 9              |
| Swedish Albums Chart        | 10             |
| Swiss Albums Chart          | 16             |
| UK Albums Chart             | 5              |
| US Billboard 200            | 2              |
| US Billboard Year-End Chart | 64             |

### Синглы
| Год  | Сингл                     | Чарт                   | Позиция |
| ---- | ------------------------- | ---------------------- | ------- |
| 1992 | «Foreclosure of a Dream»  | Mainstream Rock Tracks | 30      |
| 1992 | «Symphony of Destruction» | Billboard Hot 100      | 71      |
| 1992 | «Symphony of Destruction» | Mainstream Rock Tracks | 29      |
| 1992 | «Symphony of Destruction» | UK Singles Chart       | 15      |
| 1993 | «Skin O' My Teeth»        | UK Singles Chart       | 13      |
| 1993 | «Sweating Bullets»        | Mainstream Rock Tracks | 27      |
| 1993 | «Sweating Bullets»        | UK Singles Chart       | 26      |

## Сертификации
| Регион | Сертификация  | Продажи    |
| --- | ------------- | ---------- |
| Канада (Music Canada) | 3× Платиновый | 300 000^   |
| Великобритания (BPI) | Серебряный    | 60 000^    |
| США (RIAA) | 2× Платиновый | 2 000 000^ |
| * Данные о продажах приведены только на основе сертификации. ^ Данные о тиражах приведены только на основе сертификации. |               |            |

## Кавер-версии
- Песня «Symphony of Destruction» была записана группой Arch Enemy для своего мини-альбома Dead Eyes See No Future.
- «Symphony of Destruction» была исполнена вживую группой Nightwish и эта запись вошла в состав сингла «The Siren».
- Композиция «Skin o' My Teeth» была перепета группой Kalmah в альбоме They Will Return.

## Популярная культура
Песни из Countdown to Extinction звучат в ряде компьютерных игр:
- Guitar Hero
- True Crime: Streets of LA
- WWE SmackDown! vs. Raw 2006
- FlatOut 2
- Brutal Legend
- Rocksmith

## Участники записи
Megadeth
- Дэйв Мастейн — соло/ритм-гитара, вокал
- Марти Фридмен — соло/ритм-гитара, акустическая гитара, бэк-вокал[21]
- Дэвид Эллефсон — бас-гитара, бэк-вокал
- Ник Менца — ударные, бэк-вокал

Обложка
- Хью Сайм — арт-директор, дизайн
- Томми Стил — креативный директор
- Камерон Вонг — фотография для элементов обложки
- Крис Куффаро — фотография группы
- Джон Тэйлор Дисмукс — рендеринг логотипа

Производство
- Продюсеры Макс Норман и Дэйв Мастейн
- Звукорежиссёры и микшеры Макс Норман c Фред Келли, Мл.
- Дополнительный звукорежиссёр: Micajah Ryan